# 여주 신륵사 팔각원당형석조부도
여주 신륵사 팔각원당형석조부도(驪州 神勒寺 八角圓堂形石造浮屠)는 경기도 여주시 북내면 천송리 신륵사에 있는 승탑이다. 2004년 11월 27일 경기도의 유형문화재 제195호로 지정되었다.

## 같이 보기
- 신륵사

## 참고 문헌
- 여주신륵사팔각원당형석조부도 - 국가유산청 국가유산포털